# North West Mounted Police
North West Mounted Police és una pel·lícula de la Paramount dirigida per Cecil B. DeMille i protagonitzada per Gary Cooper, Madeleine Carroll i Paulette Goddard. Està basada en la novel·la “The Royal Canadian Mounted Police” de R. C. Fetherstonhaugh, adaptada per Alan Le May, Jesse Lasky Jr. i C. Gardner Sullivan. DeMille i el seu germà William ja havien portat al teatre aquesta història el 1908. Es tracta de la primera pel·lícula del director per a la productora i també és la primera pel·lícula que DeMille va rodar completament en Technicolor. Estrenada el 27 de desembre de 1940, la pel·lícula va ser nominada a l'Oscar en cinc categories diferents: millor disseny de producció, millor fotografia, millor so, millor banda sonora i millor muntatge, categoria aquesta que fou en la única que guanyà.

## Argument
El 1885, al nord-oest del Canadà, el traficant de whisky Jacques Corbeau recluta el mestre d'escola Louis Riel perquè lideri una revolta de mestissos contra un assentament ilegal de blancs que està sent protegit per la Policia Muntada Reial del Canadà. Mentrestant, al fort, dues parelles se senten fortament atrets: per una banda Louvette, la jove filla apassionada de Corbeau i l'agent Ronnie Logan, i per l’altra, April, una infermera que és la germana de Logan i el sergent Jim Brett. En aquesta situació arriba Dusty Rivers, un Ranger de Texas que segueix el rastre de Jacques Corbeau acusat d’assassinat a Texas. Es produeix de seguida una rivalitat entre Jim i Dusty pel cor d’April, però després que els mestissos robin una metralladora Gatling, els dos homes obliden les seves diferències i Dusty escorta April fins a un lloc segur a Batoche, la capital rebel, mentre que Jim es dirigeix al campament indi per impedir que Corbeau inciti els indis a la guerra.
A Batoche, Riel envia Dusty a una trampa al campament indi. Els mestissos han convençut el Cap Big Bear d’entrar en guerra a canvi dels uniformes vermells del policies muntats que arribi a matar. Ronnie i l'agent Jerry Moore viatgen fins a Duck Lake per protegir les 10.000 caixes de munició que els colons, en pànic, han deixat enrere. Mentrestant, un dels pacients indis, agraït de les cures d'April, l’adverteix que els mestissos estan planejant una massacre a Duck Lake. April demana a Louvette que es col·li entre les línies i avisi Ronnie. Louvette enganya Ronnie perquè abandoni el seu lloc i el manté captiu mentre els seus amics són assassinats. Després de la massacre, Jim ordena Dusty que acompanyi April i els ferits al riu i que esperin reforços mentre ell cavalca amb els seus sis homes restants per intentar apaivagar l'aixecament indi.
Arribant just quan Corbeau presumeix de la massacre dels casaques vermelles, l'aparició de Jim fa que el cap abandoni la guerra i Jim arresta Corbeau. Un cop arriben els reforços, Dusty marxa per destruir la metralladora i localitzar Ronnie. L’acaba trobant desconsolat a la tenda de Louvette. Dusty el convenç de tornar i afrontar un càstig. Louvette, enfadada, paga un indi perquè mati Dusty, a qui anomena "l'home blanc del cavall", però com que Ronnie és qui se'n va amb el cavall de Dusty, mor en lloc seu. Dusty porta el cos de Ronnie de nou al fort i arriba just a temps per testificar que Ronnie havia destruït la metralladora, exonerant així el nom del soldat mort. Amb la pau restaurada, Dusty enganya Corbeau i el porta de tornada a Texas per ser jutjat i Jim es queda amb April.

## Repartiment
- Gary Cooper (Dusty Rivers)
- Madeleine Carroll (April Logan)
- Paulette Goddard (Louvette Corbeau)
- Preston Foster (sergent Jim Brett)
- Robert Preston (Ronnie Logan)
- George Bancroft (Jacques Corbeau)
- Lynne Overman (Tod McDuff)
- Akim Tamiroff (Dan Duroc)
- Walter Hampden (Big Bear)
- Lon Chaney Jr. (Shorty)
- Montagu Love (inspector Cabot)
- Francis McDonald (Louis Riel)
- George E. Stone (Johnny Pelang)
- Willard Robertson (Supt. Harrington)
- Regis Toomey (policia Jerry Moore)
- Richard Denning (policia Thornton)
- Douglas Kennedy (policia Carter)
- Robert Ryan (policia Dumont)
- Ralph Byrd (policia Ackroyd)
- Rod Cameron (policia Underhill)
- Chief Thundercloud (cap Cree)
- David Dunbar (Vitale)
- Cecil B. DeMille (narrador)
- Noble Johnson (indi)
- Paul Newlan (indi)
- Emory Parnell (George Higgins)